# Jimmy Justice (hudebník)
Jimmy Justice, vlastním jménem James Anthony Bernard Little, (* 15. prosince 1939 Carlshalton) je anglický popový zpěvák. Poté, co vyhrál talentovou soutěž podepsal nahrávací smlouvu na jeden singl s vydavatelstvím Pye Records a v roce 1960 vydal svůj první singl „I Understand“. Přestože singl neměl příliš velký úspěch, společnost Pye Records se rozhodla smlouvu prodloužit na tři roky. Později se usadil ve Švédsku, kde měl hit s písní „Little Lonely One“. Po návratu do Anglie se v roce 1962 tři z jeho singl, konkrétně „When My Little Girl Is Smiling“, „Ain't That Funny“ a „Spanish Harlem“, dostaly do první dvacítky žebříčku UK Singles Chart. Píseň „When My Little Girl Is Smiling“ později vyšla také ve Spojených státech amerických, kde se dostala na 127. příčku místní hitparády. V roce 1963 vydal dvě dlouhohrající desky I Wake Up Crying a Justice for All!.